# Warbus
Warbus è un film del 1985 diretto da Ferdinando Baldi.